# Martin XB-27
Die Martin XB-27 (Martin Model 182) war ein Flugzeugentwurf der Glenn L. Martin Company gemäß der Spezifikation XC-214 des United States Army Air Corps vom August 1939. Als Mitbewerber für diese Anforderung gilt die North American XB-28, von der zwei Exemplare gebaut wurden.
Der Flugzeugentwurf des mittleren Höhenbombers mit Druckkabine (runder Rumpfquerschnitt, Tragflächenform und Leitwerkform) basierte auf der Martin B-26 Marauder. Unterschiede im Bugbereich und dem Cockpit sind bemerkenswert, denn diese erinnern eher an ein Jagdflugzeug. Die XB-27 kam nicht über das Projektstadium hinaus, es wurde kein Prototyp gebaut.

## Technische Daten
| Kenngröße             | Martin XB-27 (projektierte Werte)                                            |
| --------------------- | ---------------------------------------------------------------------------- |
| Besatzung             | 7                                                                            |
| Länge                 | 18,51 m                                                                      |
| Spannweite            | 25,60 m                                                                      |
| Höhe                  | 6,10 m                                                                       |
| Flügelfläche          | 69,68 m²                                                                     |
| Flügelstreckung       | 9,4                                                                          |
| Leermasse             | 10.190 kg                                                                    |
| Startmasse            | 14.960 kg                                                                    |
| Antrieb               | zwei Pratt & Whitney R-2800-9 Double Wasp-Motoren mit je 2.100 PS (1.545 kW) |
| Höchstgeschwindigkeit | 605 km/h                                                                     |
| Dienstgipfelhöhe      | 10.200 m                                                                     |
| Reichweite            | geschätzt 4.660 km mit einer Bombenlast von 1.800 kg                         |